# Kantongerecht Zevenbergen
Het kantongerecht Zevenbergen was van 1838 tot 2001 een van de kantongerechten in Nederland. Bij de oprichting was Zevenbergen het vijfde kanton van het arrondissement Breda. Het gerecht kreeg in 1915 een eigen gebouw ontworpen door W.C. Metzelaar. Zevenbergen stond bij de eerste grote herindeling in 1877 al op de nominatie om gesloten te worden, maar was uiteindelijk samen met Zuidbroek in 2001 het laatste kantongerecht dat werd opgeheven voordat de kantongerechten als zelfstandig gerecht in 2002 verdwenen. 